# 110 mètres haies aux championnats du monde d'athlétisme 2013
Navigation
Daegu 2011 Pékin 2015
L'épreuve du 110 mètres haies des championnats du monde de 2013 s'est déroulée les 11 et 12 août 2013 dans le Stade Loujniki, le stade olympique de Moscou, en Russie. elle est remportée par l'Américain David Oliver.

## Critères de qualification
Pour se qualifier pour les Championnats (minima A), il fallait avoir réalisé moins de 13 s 40 entre le 1er octobre 2010 et  le 15 août 2013 . Le minima B est de 13 s 50.

## Médaillés
| Or           | Argent      | Bronze             |
| David Oliver | Ryan Wilson | Sergueï Choubenkov |

## Records et performances

### Records
| Record du monde           | Aries Merritt                   | États-Unis      | 12 s 80 | Bruxelles                               | 7 septembre 2012             |
| Record des championnats   | Colin Jackson                   | Royaume-Uni     | 12 s 91 | Stuttgart, Allemagne                    | 20 août 1993                 |
| Record d'Afrique          | Shaun Bownes                    | Afrique du Sud  | 13 s 26 | Heusden, Pays-Bas                       | 14 juillet 2001              |
| Record d'Asie             | Liu Xiang                       | Chine           | 12 s 88 | Lausanne, Suisse                        | 11 juillet 2006              |
| Record d'Amérique du Nord | Aries Merritt                   | États-Unis      | 12 s 80 | Bruxelles                               | 7 septembre 2012             |
| Record d'Amérique du Sud  | Redelén dos Santos Paulo Villar | Brésil Colombie | 13 s 29 | Lisbonne, Portugal Carthagène des Indes | 13 juin 2004 26 juillet 2006 |
| Record d'Europe           | Colin Jackson                   | Royaume-Uni     | 12 s 91 | Stuttgart, Allemagne                    | 20 août 1993                 |
| Record d'Océanie          | Kyle Vander Kuyp                | Australie       | 13 s 29 | Gothenburg, Suède                       | 11 août 1995                 |

### Meilleures performances de l'année 2013
Les dix athlètes les plus rapides de l'année sont, avant les championnats (au 26 juillet 2013), les suivants.
| 1  | David Oliver            | États-Unis        | 13 s 03 | Lausanne             | 4 juillet 2013  |
| 2  | Hansle Parchment        | Jamaïque          | 13 s 05 | Eugene, Orégon       | 1er juin 2013   |
| 3  | Orlando Ortega          | Cuba              | 13 s 08 | Eugene, Orégon       | 1er juin 2013   |
| 3  | Ryan Wilson             | États-Unis        | 13 s 08 | Des Moines           | 23 juin 2013    |
| 5  | Aries Merritt           | États-Unis        | 13 s 09 | Paris Saint-Denis    | 6 juillet 2013  |
| 6  | Pascal Martinot-Lagarde | France            | 13 s 12 | Paris Saint-Denis    | 6 juillet 2013  |
| 7  | Ryan Brathwaite         | Barbade           | 13 s 14 | Paris Saint-Denis    | 6 juillet 2013  |
| 7  | Andrew Riley            | Jamaïque          | 13 s 14 | Paris Saint-Denis    | 6 juillet 2013  |
| 9  | Dayron Robles           | Cuba              | 13 s 18 | Sotteville-lès-Rouen | 8 juillet 2013  |
| 10 | Mikel Thomas            | Trinité-et-Tobago | 13 s 19 | Montverde, Floride   | 8 juin 2013     |
| 10 | Sergueï Choubenkov      | Russie            | 13 s 19 | Moscou               | 24 juillet 2013 |

## Résultats

### Finale
| Rang               | Athlète                 | Pays        | Temps   | Note |
| ------------------ | ----------------------- | ----------- | ------- | ---- |
| Médaille d'or      | David Oliver            | États-Unis  | 13 s 00 | WL   |
| Médaille d'argent  | Ryan Wilson             | États-Unis  | 13 s 13 |      |
| Médaille de bronze | Sergueï Choubenkov      | Russie      | 13 s 24 |      |
| 4                  | Jason Richardson        | États-Unis  | 13 s 27 |      |
| 5                  | William Sharman         | Royaume-Uni | 13 s 30 |      |
| 6                  | Aries Merritt           | États-Unis  | 13 s 31 |      |
| 7                  | Thomas Martinot-Lagarde | France      | 13 s 42 |      |
| 8                  | Andrew Riley            | Jamaïque    | 13 s 51 |      |

### Demi-finales
Les troids premiers athlètes de chaque course (Q) plus les deux meilleurs temps (q) se qualifient pour la finale.
| Rang | Athlète                 | Pays              | Temps       |
| ---- | ----------------------- | ----------------- | ----------- |
| 1    | Jason Richardson        | États-Unis        | 13 s 34 (Q) |
| 2    | Thomas Martinot-Lagarde | France            | 13 s 39 (Q) |
| 3    | Aries Merritt           | États-Unis        | 13 s 44 (Q) |
| 4    | Mikel Thomas            | Trinité-et-Tobago | 13 s 46     |
| 5    | Balázs Baji             | Hongrie           | 13 s 49     |
| 6    | Ryan Brathwaite         | Barbade           | 13 s 64     |
| -    | Hansle Parchment        | Jamaïque          | DNF         |
| -    | Konstantin Shabanov     | Russie            | DNF         |

| Rang | Athlète            | Pays              | Temps       |
| ---- | ------------------ | ----------------- | ----------- |
| 1    | Sergueï Choubenkov | Russie            | 13 s 17 (Q) |
| 2    | David Oliver       | États-Unis        | 13 s 18 (Q) |
| 3    | Ryan Wilson        | États-Unis        | 13 s 20 (Q) |
| 4    | Andrew Riley       | Jamaïque          | 13 s 30 (q) |
| 5    | William Sharman    | Royaume-Uni       | 13 s 34 (q) |
| 6    | Artur Noga         | Pologne           | 13 s 35     |
| 7    | Wayne C. Davis II  | Trinité-et-Tobago | 13 s 47     |
| 8    | Gregory Sedoc      | Pays-Bas          | 13 s 54     |

### Séries
Les trois premiers de chaque série (Q) plus les 4 meilleurs temps (q) se qualifient pour les demi-finales.
| Rang | Athlète             | Pays                        | Temps       |
| ---- | ------------------- | --------------------------- | ----------- |
| 1    | Jason Richardson    | États-Unis                  | 13 s 33 (Q) |
| 2    | Konstantin Shabanov | Russie                      | 13 s 38 (Q) |
| 3    | Ryan Brathwaite     | Barbade                     | 13 s 40 (Q) |
| 4    | Mikel Thomas        | Trinité-et-Tobago           | 13 s 41 (q) |
| 5    | Hansle Parchment    | Jamaïque                    | 13 s 43 (q) |
| 6    | Eddie Lovett        | Îles Vierges des États-Unis | 13 s 52     |
| 7    | Martin Mazáč        | Tchéquie                    | 13 s 52     |
| 8    | Fan Jiang           | Chine                       | 13 s 87     |
| 9    | Kim Fai Iong        | Macao                       | 15 s 10     |

| Rang | Athlète                 | Pays              | Temps       |
| ---- | ----------------------- | ----------------- | ----------- |
| 1    | Ryan Wilson             | États-Unis        | 13 s 37 (Q) |
| 2    | Wayne C. Davis II       | Trinité-et-Tobago | 13 s 37 (Q) |
| 3    | William Sharman         | Royaume-Uni       | 13 s 51 (Q) |
| 4    | Xie Wenjun              | Chine             | 13 s 59     |
| 5    | Pascal Martinot-Lagarde | France            | 13 s 63     |
| 6    | Philip Nossmy           | Suède             | 13 s 66     |
| 7    | Jorge McFarlane         | Pérou             | 13 s 93     |
| 8    | Xaysa Anousone          | Laos              | 16 s 21     |

| Rang | Athlète                 | Pays       | Temps       |
| ---- | ----------------------- | ---------- | ----------- |
| 1    | Aries Merritt           | États-Unis | 13 s 32 (Q) |
| 2    | Thomas Martinot-Lagarde | France     | 13 s 33 (Q) |
| 3    | Balázs Baji             | Hongrie    | 13 s 36 (Q) |
| 4    | Gregory Sedoc           | Pays-Bas   | 13 s 50 (q) |
| 5    | Erik Balnuweit          | Allemagne  | 13 s 68     |
| 6    | Orlando Ortega          | Cuba       | 13 s 69     |
| 7    | Othmane Hadj Lajib      | Algérie    | 14 s 51     |
| -    | Dwight Thomas           | Jamaïque   | DNS         |

| Rang | Athlète                | Pays       | Temps       |
| ---- | ---------------------- | ---------- | ----------- |
| 1    | David Oliver           | États-Unis | 13 s 05 (Q) |
| 2    | Sergueï Choubenkov     | Russie     | 13 s 16 (Q) |
| 3    | Andrew Riley           | Jamaïque   | 13 s 27 (Q) |
| 4    | Artur Noga             | Pologne    | 13 s 44 (q) |
| 5    | Konstadinos Douvalidis | Grèce      | 13 s 55     |
| 6    | Ignacio Morales        | Cuba       | 13 s 59     |
| 7    | Greggmar Swift         | Barbade    | 13 s 79     |
| 8    | Rayzam Shah Wan Sofian | Malaisie   | 14 s 45     |
| 9    | Lac Jamras Rittidet    | Thaïlande  | 14 s 71     |

## Légende
Records et Performances
- AR : Record continental (area record)
- CR : Record des championnats (championship record)
- MR : Record du meeting (meet record)
- NR : Record national (national record)
- OR : Record olympique (olympic record)
- PR : Record paralympique (paralympic record)
- PB : Record personnel (personal best)
- SB : Meilleure performance personnelle de la saison (season's best)
- WL : Meilleure performance mondiale de l'année (world leader)
- WJR : Record du monde junior (world junior record)
- WR : Record du monde (world record)

Circonstances et Conditions
- DNF : N'a pas terminé (did not finish)
- DNS : N'a pas pris le départ (did not start)
- DQ : Disqualification (disqualification)
- NM : Aucun essai valable enregistré (No Mark)
- Q : Qualifié « directement » au prochain tour (ou à la prochaine compétition), lors d'une compétition majeure, grâce au classement ou à la réalisation des minima (automatic qualifier)
- q : Qualifié au prochain tour (ou à la prochaine compétition), lors d'une compétition majeure, grâce au repêchage ou à la réalisation de l'une des meilleures performances parmi celles des « non qualifiés directement » (grâce au meilleur temps ou à la meilleure distance par exemple) (secondary qualifier)